# Дылга-Лука
Дылга-Лука (болг. Дълга лука) — село в Болгарии. Находится в Перникской области, входит в общину Трын. Население составляет 11 человек.

## Политическая ситуация
Дылга-Лука подчиняется непосредственно общине и не имеет своего кмета.
Кмет (мэр) общины Трын — Станислав Антонов Николов (Граждане за европейское развитие Болгарии (ГЕРБ)) по результатам выборов.